# その魔女を放せ
『その魔女を放せ』 （そのまじょをはなせ、簡体字中国語：放开那个女巫、英語：Release That Witch ）は、二目による中華人民共和国のオンライン小説。2016年から2019年まで、起点中文網で連載された。

## 概要
本作品は、中世ヨーロッパ風の異世界の第4王子に転生した青年エンジニアが、前世での知識を駆使して魔女たちを救い、世界に変革をもたらす姿を描くファンタジー小説である。著者の二目は、閲文集団に所属する人気作家である。2016年3月29日、小説投稿サイト「起点中文網」で連載を開始し、2019年6月4日に完結した。
本作品の漫画版は、2019年1月24日、漫画配信サービス「ビリビリ漫画」にて連載が開始された。漫画版は、中国国内で累計閲覧数が20億回を超える人気作品となった。その後、漫画版は動画化され、2020年10月22日、動画配信サービス「テンセントビデオ」にて配信が開始された。日本では、2019年12月20日、電子書籍レンタルサイト「Renta!」にて、日本で初めて配信が開始された。

## あらすじ
ある日、仕事の締切りに追われていた青年エンジニアが目を覚ますと、自分が灰の砦王国の第4王子であるローラン・ウィンブルドンになっていることに気が付いた。その時、ローランは、処刑場で魔女アンナの処刑の裁可を求められているところであった。野蛮さに辟易し、ひとまず処刑の延期を命じたローランは、その夜、地下牢でアンナに会い、事情を訊いた。その場でアンナに魔法を披露させたローランは、この世界には本物の魔法があること、魔法を使える魔女は様々な技術革新をもたらす貴重な人材であることに気が付く。ローランは、魔女を救い、世界に変革をもたらすことを決意するのだった。

## 登場人物

### 主要人物
ローラン・ウィンブルドン（罗兰・温布顿）
主人公。灰の砦王国の第4王子。「辺境町」の統治を任されている。
転生前は、エンジニアだった。前世の人格が覚醒したのは、魔女アンナの処刑寸前だった。
アンナ（安娜）
ヒロイン。炎を扱う魔女。
魔女として処刑される寸前で、主人公に救われる。

### その他
バロフ（巴罗夫）
灰の砦王国第4王子の側近。政務補佐官。
カーター・ランニス（卡特・兰尼斯）
灰の砦王国第4王子の側近。首席騎士。
グラシア・ウィンブルドン（嘉西亚・温布顿）
灰の砦王国第3王女。主人公の姉にあたる。

## 用語
灰の砦王国（灰堡王国）
主人公が所属するウィンブルドン王家が統治する王国。
国王の子は、武力に優れた第1王子、財力に優れた第2王子、兵力に優れた第3王女、主人公である第4王子、知力に優れた第5王女の5人であるが、主人公である第4王子には、特に優れた点が無い。国王は、王位継承者を決めるため、5人に統治の手腕を競わせている。
魔女（女巫）
災いと不幸をもたらすものとして忌み嫌われ、迫害される存在。主人公が統治する「辺境町」では、見つけ次第、処刑することになっていた。
魔法と呼ぶべき、不思議な力を有している。